# Bruce Alger

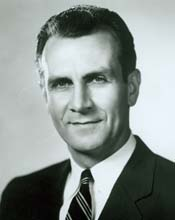
Bruce Alger

Bruce Reynolds Alger (* 12. Juni 1918 in Dallas, Texas; † 13. April 2015 in Palm Bay, Florida) war ein US-amerikanischer Politiker der Republikanischen Partei, der den Bundesstaat Texas im US-Repräsentantenhaus vertrat.
Bruce Alger wurde 1918 in Dallas geboren. 1924 zogen er und seine Familie nach Webster Groves, Missouri. Er studierte an der Princeton University und graduierte dort 1940. Im September 1941 trat Alger dem United States Army Air Corps bei und diente während des Zweiten Weltkrieges als B-29-Pilot im Pazifischen Raum. Im November 1945 schied er aus dem aktiven Dienst aus und kehrte nach Dallas zurück, führte ein eigenes Immobilienunternehmen und war erster Präsident der Handelskammer von White Rock.
In den 1950er Jahren wurde Alger für die Republikaner in den 84. und die vier folgenden Kongresse gewählt. Er war somit vom 3. Januar 1955 bis zum 3. Januar 1965 Mitglied des Repräsentantenhauses für den fünften Kongresswahlbezirk von Texas. Bei den Wahlen von 1964 hatte er keinen Erfolg: Er unterlag dem Demokraten Earle Cabell.
Alger lebte bis zuletzt in Carrollton, Texas.